# لشکو سوم

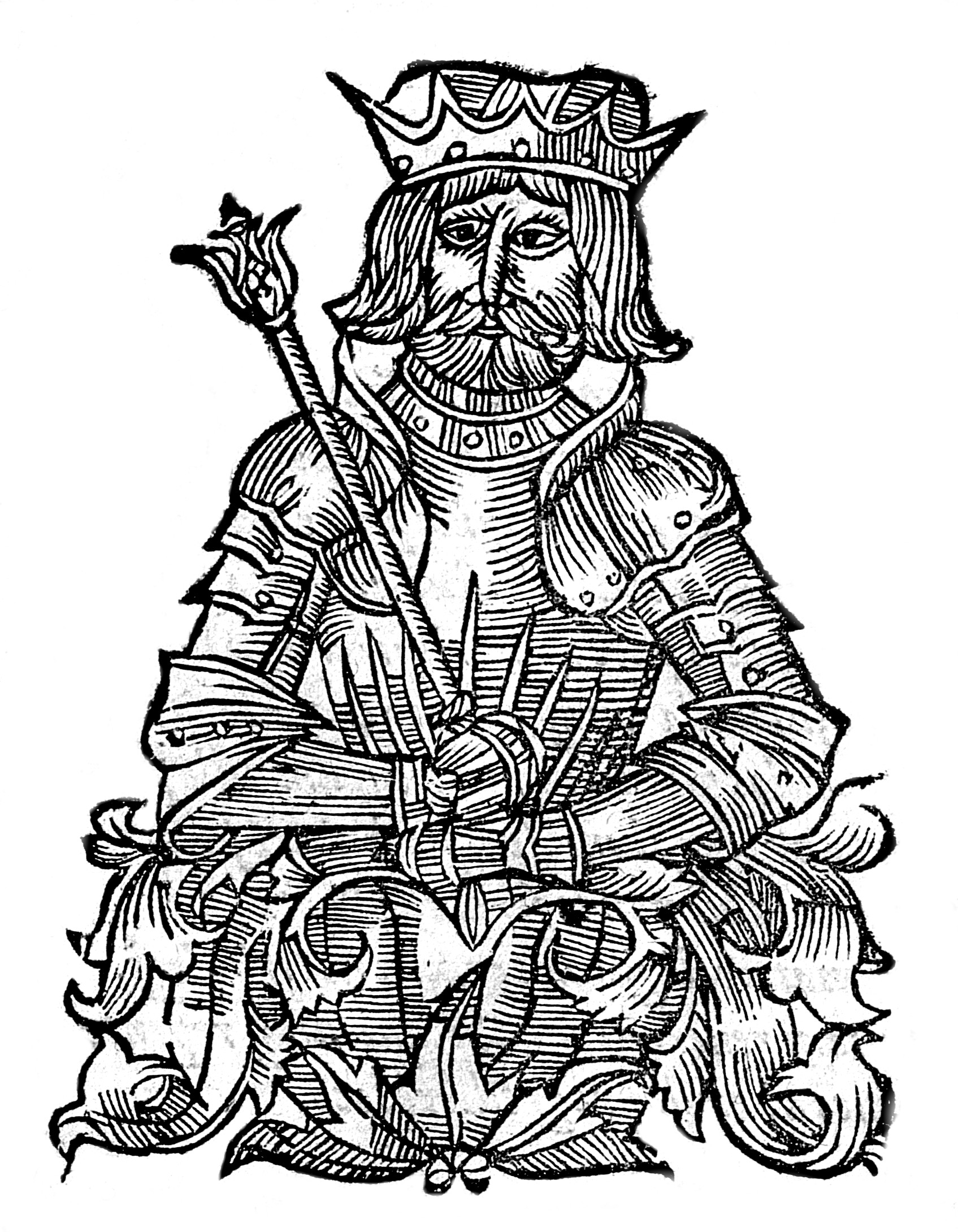
تصویری از لشکو سوم

لشکو سوم (به لهستانی:  Leszko III) یکی از پادشاهان افسانه‌ای لهستان است. او پسر لشکو دوم و پدر پاپیل اول است. او موسس دودمان  Popielidzi است که یک سلسه پیشاتاریخی لهستان است.